# Хоа Бињ
Хоа Бињ (виј. Hòa Bình) је град у Вијетнаму у покрајини Хоа Бињ. Према резултатима пописа 2009. у граду је живело 93.409 становника.